# Maria Minczewska
Maria Minczewska (ur. 23 czerwca 1922 r. w Zamościu, zm. 17 czerwca 1980 r. w Warszawie) – polska pielęgniarka, pedagog, działaczka społeczna, oficer
.
Absolwentka Liceum Ogólnokształcącego im. Adama Mickiewicza w Zamościu (1939). Po wybuchu II wojny światowej była ochotniczką-sanitariuszką w ewakuacyjnym szpitalu wojskowym działającym w tymże liceum. 1 września 1940 r. rozpoczęła naukę w Warszawskiej Szkole Pielęgniarek, którą ukończyła w 1942 r. Działała również w konspiracji. Następnie podjęła pracę w Klinice Dziecięcej prof. Mieczysława Michałowicza w Warszawie. Po kilku miesiącach wróciła do Zamościa. W latach 1943–1945 pracowała w tamtejszym szpitalu powiatowym, m.in. pomagała w ucieczkach rannym partyzantom z terenu Zamojszczyzny.
Po zakończeniu wojny wstąpiła do 68. Wojskowego Polowego Szpitala. W latach 1945–1946 pracowała w krakowskim Państwowym Urzędzie Repatriacyjnym (PUR). Następnie w inspektoracie szkolnym w Nowym Targu (1946–1947). Zajmowała się tam zagadnieniami związanymi z higieną szkolną. W latach 1947–1949 pracowała w Powiatowym Ośrodku Zdrowia w Zamościu jako instruktorka pielęgniarek. Od 1949 r. do 1954 r. była inspektorką i wizytatorką szkół medycznych w Wojewódzkim Wydziale Zdrowia PWRN w Łodzi. Później wyjechała do Białegostoku, gdzie pełniła funkcję kierowniczki szkolenia w szkole pielęgniarskiej (1954–1956). W latach 1956–1962 była kierowniczką szkolenia i nauczycielką w Studium Nauczycielskim Szkół Medycznych w Warszawie. Ukończyła także zaocznie studia pedagogiczne na Uniwersytecie Warszawskim. Następnie pełniła funkcję dyrektorki studium nauczycielskiego (1962–1964).
W latach 1964–1972 pracowała w Ministerstwie Obrony Narodowej jako inspektor ds. pielęgniarstwa. Pełniła tam także funkcję sekretarza Rady Naukowej Szefostwa Służby Zdrowia MON. Zajmowała się też wydawaniem Biuletynu Informacyjno-Szkoleniowego oraz opracowywaniem programów nauczania dla pielęgniarek pracujących w wojskowej służbie zdrowia. Organizowała i prowadziła kursy dla pielęgniarek z placówek wojskowych.
Była współautorką "Podręcznika dla pielęgniarek wojskowych" wydanego w 1967 r. przez MON. Opisała w nim historię pielęgniarstwa i zasady pielęgnowania. Za opracowanie otrzymała nagrodę MON. Współtworzyła również 7-językowy słownik medyczny przeznaczony dla pracowników wojskowej służby zdrowia.
W maju 1972 r. przeszła na emeryturę wojskową. Do końca roku pracowała w Ośrodku Metodycznym przy Studium Nauczycielskim Średnich Szkół Medycznych w Warszawie. Od stycznia 1973 r., kiedy to zreorganizowano placówkę została dyrektorką Centrum Doskonalenia Nauczycieli Średnich Kadr Medycznych w Warszawie. Pracowała tam do 1977 r., a następnie przeszła na emeryturę. Działała wówczas w Dzielnicowej Radzie Narodowej na warszawskiej Ochocie.

## Wyróżnienie i medale
- 1951 – Odznaka honorowa „Za wzorową pracę w służbie zdrowia”;
- 1965 – Srebrna Odznaka Związków Zawodowych Służby Zdrowia;
- 1969 – Brązowy Medal „Siły Zbrojne w Służbie Ojczyzny”;
- 1977 – Krzyż Kawalerski Orderu Odrodzenia Polski;
- 1977 – nagroda I. stopnia Ministerstwa Oświaty i Wychowania;
- 1978 – Medal Komisji Edukacji Narodowej[1].

11 maja 1984 r. Maria Minczewska została patronką Medycznego Studium Zawodowego w Białej Podlaskiej, a 11 czerwca 1988 r. Medycznego Studium Zawodowego w Kędzierzynie-Koźlu.

## Publikacje
- Maria Minczewska, Krystyna Święcicka; Opieka nad chorymi i rannymi, Państwowy Zakład Wydawnictw Lekarskich: zlec. Zarządu Głównego Polskiego Czerwonego Krzyża, Warszawa 1976;
- Maria Minczewska; Praca pielęgniarki, Państwowy Zakład Wydawnictw Lekarskich, Warszawa 1973;
- Teksty wybrane z historii pielęgniarstwa w Polsce: materiały pomocnicze dla nauczycieli pielęgniarstwa, wyboru dokonała Maria Minczewska, Centrum Doskonalenia Nauczycieli i Średnich Kadr Medycznych, Warszawa 1974;
- Władysław Szenajch; Trzy pielęgniarki : Florencja Nightingale, Katarzyna Bakunina, Zofia Szlenkierówna, Państwowy Zakład Wydawnictw Lekarskich, Warszawa 1974, przedmowa: Maria Minczewska;
- Maria Minczewska; Podręcznik dla pielęgniarek wojskowych, Ministerstwo Obrony Narodowej, Warszawa 1967.